# Jean Mintié
Jean Mintié  est le personnage principal et le narrateur du roman français d’Octave Mirbeau, Le Calvaire (1886), inspiré par la liaison entretenue par le romancier, de 1880 à 1884, avec une femme galante nommée Judith Vinmer.

## La torture de l’amour
Fils d'un notaire, qui a la manie de tuer les oiseaux et les chats et qui ne lui parle pas, et d’une mère neurasthénique et hystérique, qui meurt quand il a douze ans, Jean Mintié passe son enfance solitaire et désolée dans un bourg du Perche, Saint-Michel-les-Hêtres. Élevé par un précepteur, il entame ensuite à Paris de médiocres études de droit et a des expériences sexuelles désenchantantes. Mobilisé en 1870 dans l’armée de la Loire, il assiste à la traumatisante débâcle et, oublié par son régiment alors qu’il est posté en sentinelle, il est amené à tuer, dans un geste machinal qui lui échappe, un éclaireur prussien en qui il sentait pourtant une âme de poète et dont il embrasse le cadavre éperdument, scène qui fit scandale.   

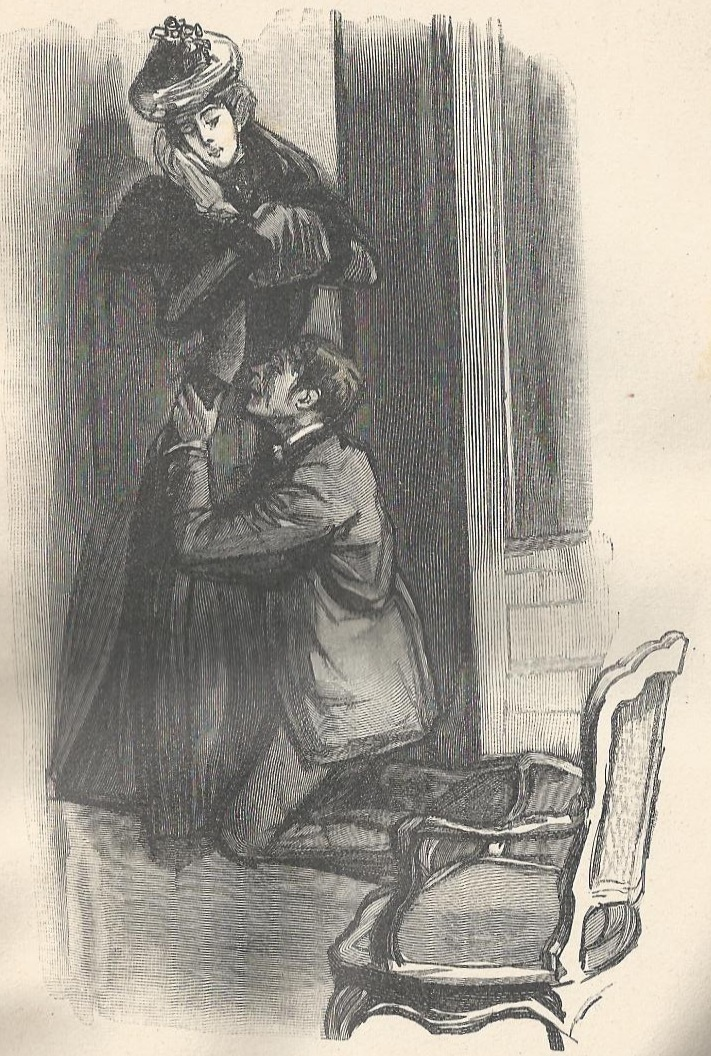
Jean Mintié et Juliette Roux, par Pierre Georges Jeanniot

Après la guerre, à Paris, il entame une modeste carrière littéraire, mais a le sentiment que son premier roman manque par trop de personnalité. Il se lie d’amitié avec le peintre Joseph Lirat, chez qui il fait un jour la rencontre d’une jeune femme, Juliette Roux, qui le séduit d’emblée et qu’il a hâte de revoir, malgré les avertissements du misogyne Lirat. Dès lors commence sa lente descente aux enfers. Devenu l’amant de Juliette, il se met en ménage avec elle, dépense sans compter pour satisfaire ses caprices et finit par dilapider le patrimoine hérité de son père. Faible et jaloux, il souffre des mensonges de sa maîtresse et finit par découvrir ses infidélités tarifées, alors qu’il n’a plus les moyens de l’entretenir et qu’il accepte même de se faire entretenir par elle, dont il a pourtant fini par comprendre qu’elle n’a ni cœur, ni esprit, ni goût. Obnubilé, il est incapable de travailler et gâche le peu de talent qui lui reste.  
Il décide donc de fuir, comme l’a fait Mirbeau lui-même, et, sur le conseil de son ami Lirat, il se réfugie au fin fond du Finistère, où il souffre et se morfond comme un damné et où Juliette vient le relancer. La vie parisienne recommence et les mêmes causes produisent les mêmes effets. Dans une crise de jalousie et de désespoir, il en arrive à avoir envie de la tuer. À défaut, il fracasse le crâne de son ridicule petit chien bien-aimé contre la cheminée. Honteux et horrifié de découvrir les pulsions homicides qu’il porte en lui, il décide de quitter Paris et ses miasmes morbides et s’en va vers l’inconnu, habillé en ouvrier, après avoir eu une hallucination où le rut et le meurtre ont partie liée. Il devait initialement se racheter au contact de la nature, mais la suite, qui devait s’intituler La Rédemption, n’a jamais été écrite.
Jean Mintié est un anti-héros, dont la déchéance constitue un avertissement pour tous ceux qui pourraient avoir envie de goûter à « l’amour », sans savoir qu’il est bien souvent une “passion” et une torture.
.